# Pyrausta rufalis
Pyrausta rufalis is een vlinder van de familie van de grasmotten (Crambidae). De wetenschappelijke naam van deze soort is voor het eerst voorgesteld door Richard South in een gezamenlijke publicatie van John Henry Leech en Richard South uit 1901. De spanwijdte van deze vlinder bedraagt 25 millimeter.
De soort komt voor in China (Sichuan).